# Сафет Санџакли
Сафет Санџакли (тур. Saffet Sancaklı; Тутин, 27. фебруар 1966) је бивши турски фудбалер. Играо је на позицији нападача.
Санџакли је рођен у Тутину у Србији, одакле је 1968. године са породицом емигрирао у Турску. Након завршене фудбалске каријере постао је посланик у Великој народној скупштини Турске. Биран је у три узастопна мандата као представник вилајета Коџаели испред Странке националног покрета од 2015. године.

## Успеси
Бешикташ
- Премијеров куп  (1) : 1988.[6]

Коџаелиспор
- Прва лига Турске  (1) : 1991/92.[7]

 Галатасарај
- Премијеров куп  (1) : 1995.[8]

 Фенербахче
- Премијеров куп  (1) : 1998.[9]

Појединачни
- Најбољи стрелац Прве лиге Турске: 1991/92.[7]